# 東海総合指令所
東海総合指令所（とうかいそうごうしれいじょ）は、愛知県名古屋市にある東海旅客鉄道（JR東海）東海鉄道事業本部が管轄する在来線を管理する運転指令所である。名古屋圏運行管理システム (NOA) を導入している。

## 歴史
- 1992年（平成4年）12月6日 - 東海総合指令所を開設（JR東海太閤ビル内）[1]。中央本線の名古屋駅 - 中津川駅間においてCTC（列車集中制御装置）の使用を開始[1]。翌年の2月8日には同区間においてPRC（自動進路制御装置）の使用も開始[2]。
- 1993年（平成5年）
  - 1月31日 - 高山本線の岐阜駅 - 猪谷駅を管理していた高山本線CTCセンター（美濃太田駅構内）を当所に移転・統合[3]。3月20日に同区間のPRC使用開始[2]。
  - 7月4日 - 中央本線の中津川駅 - 塩尻駅を管理していた長野CTCセンター[注 1]を当所に移転・統合。8月7日に同区間のPRC使用開始[2]。
  - 10月17日 - 太多線のCTC使用開始。29日にPRC使用開始[2]。
- 1995年（平成7年）10月10日 - 東海道本線の新所原駅 - 米原駅間でCTC使用開始。12月9日に同区間のPRC使用開始[2]。
- 2000年（平成12年）11月26日 - 紀勢本線の亀山駅 - 新宮駅間及び参宮線[注 2]を管理していた亀山CTCセンターを当所に移転・統合[5]。翌年の1月13日に同区間のPRC使用開始[6]。
- 2001年（平成13年）
  - 1月14日 - 関西本線の名古屋駅 - 亀山駅間でCTC使用開始。2月24日に同区間のPRC使用開始[6]。
  - 2月11日 - 武豊線でCTC使用開始。3月10日にPRC使用開始[6]。
- 2008年（平成20年）3月3日 - 飯田線を管理していた飯田CTCセンターを当所に移転・統合し、在来線CTC指令の統合が完了。PRC使用開始[7]。